# Јединствени национални покрет
Јединствени национални покрет (груз. ერთიანი ნაციონალური მოძრაობა) је либерална и проевропска политичка странка у Грузији. Странку је основао Михаил Сакашвили 2001. године. Била је владајућа странка након Револуције ружа, од 2004. до 2012. године и од тада је главна опозициона странка. Странка се залаже за улазак у Европску унију и НАТО и противи се утицају Русије у Грузији.